# Креансе
Креансе (фр. Créancey) насеље је и општина у источном делу централне Француске у региону Бургоња, у департману Златна обала која припада префектури Бон.
По подацима из 2011. године у општини је живело 529 становника, а густина насељености је износила 31,66 становника/km². Општина се простире на површини од 16,71 km². Налази се на средњој надморској висини од 398 метара (максималној 550 m, а минималној 370 m).

## Демографија
| 1962. | 1968. | 1975. | 1982. | 1990. | 1999. | 2011. |
| ----- | ----- | ----- | ----- | ----- | ----- | ----- |
| 273   | 290   | 294   | 322   | 334   | 364   | 529   |

График промене броја становника у току последњих година